# 劉志強 (國大代表)
刘志强（？—1951年），男，江苏铜山人，中华民国政治人物。

## 生平
刘志强是江苏省徐州铜山县刘大楼村人（现属于江苏省沛县魏庙乡）。早年致力于教育，1938年前任铜山县实验小学教师，同时兼任第三区督学，抗战期间徐州沦陷后，加入当地国民党游击队坚持敌后抗战，任铜山县第三区抗日游击队当指导员，兼任督学。1945年任中国国民党铜山县书记长，1946年2月被选为铜山县监察委员，1947年任常委召集人，兼任县党部书记长。同年被选举为国民大会代表。
1951年刘志强在镇反中被处决。

## 家庭
刘志强有五子一女，均在大陆。